# Định giá dựa trên người mua
‘’’Định giá dựa trên người mua’’’ ngày càng có nhiều công ty định giá dựa trên giá trị được cảm nhận của sản phẩm. 

## Nguyên tắc định giá dựa trên người mua
- Dựa trên sự cảm nhận về giá trị của người mua
- Không phải phí tổn của người bán
- Người mua là chìa khóa để định giá.
- Sử dụng những biến số phi giá trong phối thức marketing để xây dựng giá trị được cảm nhận trong tâm trí người mua. Giá được đề ra là để đạt được cái giá trị cảm nhận ấy.
- Công ty sử dụng lối định giá theo giá trị cảm nhận này phải thiết lập được giá trị trong ý nghĩa của người mua trong sự tương quan với các sản phẩm cạnh tranh khác.